# برنارد جورج
برنارد جورج (بالإنجليزية: Bernard Georges)‏ هو موسيقي أمريكي، ولد في 29 مارس 1965.

## وصلات خارجية
- برنارد جورج على موقع ميوزك برينز (الإنجليزية)
- برنارد جورج على موقع أول ميوزيك (الإنجليزية)
- برنارد جورج على موقع ديسكوغز (الإنجليزية)